# Partit Democràtic del Japó (1954)
El Partit Democràtic del Japó (日本民主党 Nihon Minshutō) va ser un partit polític japonés que va estar actiu de 1954 fins a 1955. La formació fou fundada per n'Ichirõ Hatoyama, Primer Ministre del Japó, amb la col·laboració de Mamoru Shigemitsu i el futur Primer Ministre Nobusuke Kishi. El 15 de novembre de 1955, el PDJ va convergir amb el Partit Liberal per formar l'actual Partit Liberal Democràtic.

## Resultats electorals

### Cambra de Representants
| Any  | Líder           | Vots       | %     | Escons    | Pos. | Govern |
| ---- | --------------- | ---------- | ----- | --------- | ---- | ------ |
| 1955 | Ichirō Hatoyama | 13,536,044 | 36.57 | 185 / 467 | 1r   | Govern |